# Radara anartoides
Radara anartoides là một loài bướm đêm trong họ Noctuidae.